# Selce, Crikvenica
Selce so naselje z okoli 1.500 prebivalci na Hrvaškem, ki upravno spada pod mesto Crikvenica v Primorsko-goranski županiji.
Selce so turistični in zdraviliški kraj z manjšim pristaniščem. Naselje leži na položnem pobočju nad zalivom ob državni cesti D8, imenovani Jadranska magistrala, Reka-Split in obalo Velebitskega kanala med Crikvenico in Novim Vinodolskim, od katerega so oddaljene okoli 7 km.  V naselu stoji župnijska cerkev sv. Katarine postavljene leta 1888 in več kapel: sv. Juraj (9. do 11. stol.),  sv. Katarine (1498), sv. Josipa (18. stol.) in druge. V okolici so vinogradi iz zaćetka 20. stol. pa tudi nasadi oljk.Turistični razvoj se je pričel po letu 1894, ko so odprli novo morsko kopališče, leta 1905 pa je že stal manjši hotel Zrinski.
Področje kjer leži današnje naselje je bilo naseljeno že v prazgodovini. V antiki je tu potekala rimska cesta, ki je iz Ogleja peljala v Dalmacijo. Domnevajo, da je nastalo na mestu rimske naselbine Ad turres. Prvo jedro naselja je nastalo v srednjem veku, ko so se sem priselile štriri družine iz Bribirja. Leta 1224 so Selce kot del staro hrvaške občine Bribir prišle v posest krških Knezov. V starih listinah se prvič omenjajo 1388. leta 1572 so skupaj s celotno Vinodolsko dolino postale posést Zrinskih. Le ti so razvijali tudi trgovino po kopnem in morju kar je pripomoglo k razvoju pristanišča v Selcah.

## Galerija
- Cerkev Svete Katarine
- Kapela Sv. Katarine
- Obala pred hotelom "Selce"
- Mala plaža na koncu naselja
- Park v središču naselja

## Demografija
| Pregled števila prebivalcev po letih | Pregled števila prebivalcev po letih | Pregled števila prebivalcev po letih | Pregled števila prebivalcev po letih | Pregled števila prebivalcev po letih | Pregled števila prebivalcev po letih | Pregled števila prebivalcev po letih | Pregled števila prebivalcev po letih | Pregled števila prebivalcev po letih | Pregled števila prebivalcev po letih | Pregled števila prebivalcev po letih | Pregled števila prebivalcev po letih | Pregled števila prebivalcev po letih | Pregled števila prebivalcev po letih | Pregled števila prebivalcev po letih |
| ------------------------------------ | ------------------------------------ | ------------------------------------ | ------------------------------------ | ------------------------------------ | ------------------------------------ | ------------------------------------ | ------------------------------------ | ------------------------------------ | ------------------------------------ | ------------------------------------ | ------------------------------------ | ------------------------------------ | ------------------------------------ | ------------------------------------ |
| 1857                                 | 1869                                 | 1880                                 | 1890                                 | 1900                                 | 1910                                 | 1921                                 | 1931                                 | 1948                                 | 1953                                 | 1961                                 | 1971                                 | 1981                                 | 1991                                 | 2001                                 |
| 1372                                 | 1503                                 | 1610                                 | 1445                                 | 1515                                 | 1467                                 | 1380                                 | 1249                                 | 896                                  | 862                                  | 955                                  | 1196                                 | 1486                                 | 1439                                 | 1623                                 |